# Harry Reems
Harry Reems geboren als Herbert Streicher (New York, 27 augustus 1947 – Salt Lake City, 19 maart 2013) was een Amerikaans pornoacteur. Hij is het bekendst van de pornofilm Deep Throat. Hij zou voor die film eigenlijk lichtman zijn, maar de regisseur kon geen goede hoofdrolspeler vinden en vroeg hem het te doen.
Reems speelde tussen 1972 en 1989 in talloze pornofilms. Forced Entry (1973) en Sex Wish (1976) waren ook nog succesvol.
In 1975 verscheen zijn boek Here Comes Harry Reems, waarin hij uitvoerig verslag deed van zijn eerste ervaringen als acteur in seksfilms. In 1984 speelde hij mee in de pornofilm Those Young Girls met de 16-jarige Traci Lords.
Reems werd verscheidene keren door de politie opgepakt voor de verspreiding en verkoop van de film Deep Throat en ook voor drugsbezit.
In 1990 nam zijn leven een andere wending toen hij trouwde met Jeanne Sterret en hij vurig aanhanger van het christendom werd. Hij noemde zichzelf een kerknomade, maar was het vaakst te vinden in de Park City Community Church in Park City.
In 2005 werkte hij mee aan de documentaire Inside Deep Throat.
In 2012 werd alvleesklierkanker bij hem ontdekt en in maart 2013 overleed hij in een ziekenhuis in Salt Lake City.
- Biblioteca Nacional de España: XX1098940
- Bibliothèque nationale de France: cb13979430s (data)
- International Standard Name Identifier: 0000 0000 0099 4333
- Library of Congress Control Number: no2018005877
- Système universitaire de documentation: 253678471
- Virtual International Authority File: 49416777
- WorldCat: E39PBJxRxpPW6WJXr6y9g3m68C